# Nilson (ur. 1989)
Nilson Ricardo da Silva Júnior (ur. 31 marca 1989) – brazylijski piłkarz występujący na pozycji pomocnika.

## Kariera klubowa
Od 2009 roku występował w klubach Náutico, Araripina, Itabaiana, Metropolitano, Sagan Tosu, Busan IPark, Salgueiro i Bucheon FC.